# 박순진
박순진(1969년 5월 19일 ~)은 대한민국의 농구인이다.

## 경력
- 2006년 ~ 원주 동부 프로미 체력 코치
- 원주 동부 프로미 트레이닝 코치